# WestJet Airlines
Par amour du voyage

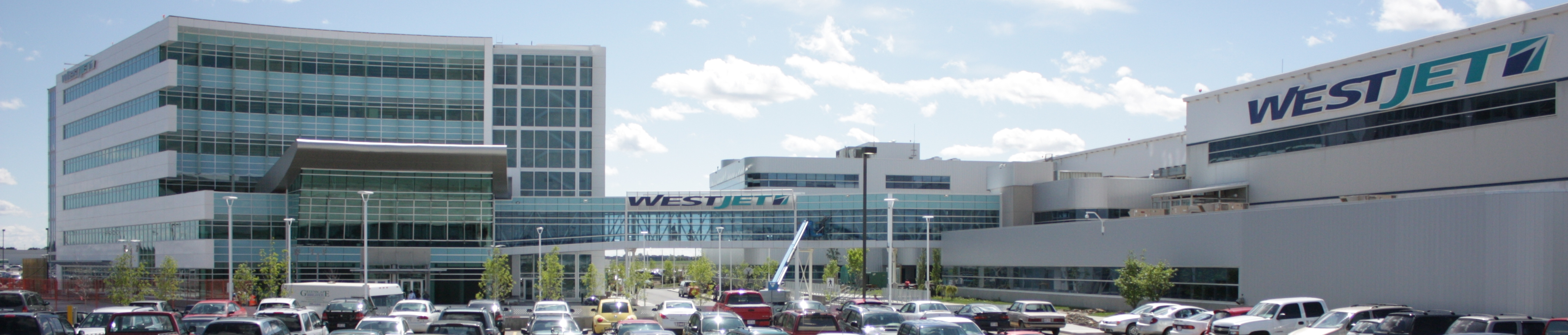
Siège social à Calgary

WestJet Airlines Ltd. est une compagnie aérienne canadienne à bas coûts (low-cost) qui fournit des services de vols réguliers et nolisés à 86 destinations du Canada, des États-Unis, du Mexique ainsi que des Caraïbes. Fondée en 1996, WestJet est actuellement le deuxième transporteur aérien en importance au Canada, derrière Air Canada. Elle a transporté 25,49 millions de passagers en 2018, ce qui en fait la neuvième compagnie en Amérique du Nord en nombres de passagers.
WestJet est une société comptant plus de 9 000 employés, et une rareté dans l'industrie aérienne puisqu'elle est non-syndiquée. Cotée à la bourse de Toronto sous le code WJA, la compagnie exploite uniquement des Boeing, soit le Boeing 737 Next Generation, le Boeing 737 MAX, le Boeing 767 et dès 2019 le Boeing 787. Le siège social et principal centre de WestJet se situe à l'aéroport international de Calgary, en Alberta, avec une base secondaire à l'Aéroport international Pearson de Toronto, en Ontario.
En mai 2019, WestJet est achetée pour cinq milliards de dollars par le fonds d’investissement Torontois Onex et le titre est retiré de la cotation.

## Histoire

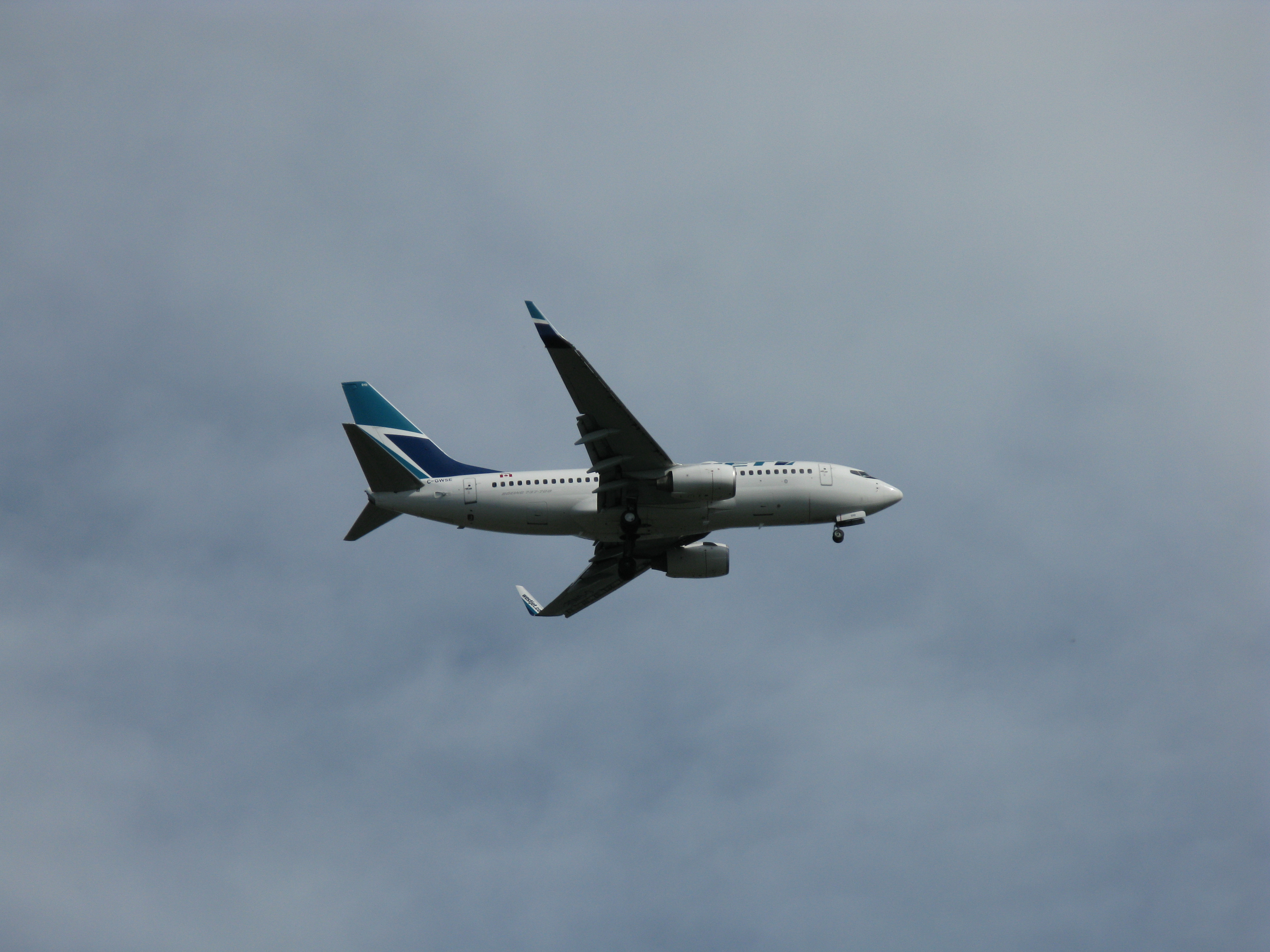
Un Boeing 737-700 de WestJet Airlines en approche finale pour l'aéroport international Pierre-Elliott-Trudeau de Montréal.

WestJet a été créée en 1996 par quatre hommes d'affaires de Calgary, dont Clive Beddoe, qui voulaient importer dans l’ouest canadien le modèle des Américaines Southwest Airlines et Morris Air. L'achat des trois premiers Boeing 737-200 s'effectue rapidement, une deuxième offre aux investisseurs particuliers et institutionnels a été faite en 1996 et a permis de réunir les fonds suffisants au lancement de l'exploitation. Le 29 février 1996, avec 220 employés et trois appareils, la société commence à exploiter des vols vers Vancouver, Kelowna, Calgary, Edmonton et Winnipeg. Au cours de la même année, WestJet ajoute Victoria, Regina et Saskatoon à la liste de ses destinations. En 1997, elle dessert Abbotsford et la vallée du Fraser et, en 1999, Thunder Bay, Prince George et Grande Prairie.
WestJet franchit une étape importante en juillet 1999 avec sa première émission publique de 2,5 millions d'actions ordinaires. Elle permet de réunir le capital nécessaire à l'expansion de la société, via l'achat de nouveaux appareils, la construction d'un nouveau siège social et d'installations à Calgary. L'année 1999 est marquée par une restructuration et des changements inédits dans le secteur de l'aviation canadienne. WestJet saisit l'occasion d'élargir ses services au-delà de son réseau, et en décembre annonce qu'elle offrira des services à faibles coûts dans l'ensemble du Canada.
Entre mars et juin 2000, elle commence à desservir l'est du Canada, notamment Hamilton, Moncton et Ottawa, faisant de Hamilton sa plaque tournante (hub) régionale. En 2001, WestJet a lance des vols vers Fort McMurray, Comox et Thompson, Manitoba tout en ajoutant d’autres vers Brandon. En 2001, la compagnie prend possession de quatre nouveaux Boeing 737. En 2002, WestJet a ajouté des liaisons sur deux nouvelles destinations en Ontario, notamment London et Toronto. En février 2002, la société fait une offre de trois millions d'actions ordinaires, ramassant 78,9 millions de dollars. Cette somme financera d'autres appareils, des pièces de rechange et un troisième simulateur de vol. En 2003, WestJet a obtenu la deuxième place parmi les sociétés les plus respectées au Canada selon un sondage Ipsos-Reid sur un échantillonnage de 255 dirigeants au Canada. Elle ajoute de nouvelles lignes vers Halifax, Windsor, Montréal, Saint John et Gander. Et elle signe un accord avec Air Transat pour exploiter des vols nolisés vers le Mexique et les Caraïbes, accord qui tiendra jusqu’en 2009.
En 2004, WestJet déménage sa base d’Hamilton vers Toronto en avril, et commence son expansion à l’international avec l’ouverture de liaisons vers Los Angeles, San Francisco, Phoenix, Fort Lauderdale, Tampa, Orlando et New York. 2005 voit la création de lignes desservant Palm Springs, San Diego, Fort Myers et Las Vegas, et en décembre elle lance deux routes vers Hawaï, reliant l’Aéroport international de Vancouver à Honolulu et Maui. Le premier vol de WestJet vers les Caraïbes a lieu en 2006, à destination de Nassau, et l’année suivante elle annonce sept nouvelles liaisons vers Sainte-Lucie, la Jamaïque, la République dominicaine ou le Mexique. L’Aéroport international Jean-Lesage de Québec est ajoutée à la liste en 2008.
Fin 2009, WestJet représente 38 % de parts de marché sur les lignes intérieures canadiennes contre 55 % à Air Canada, alors qu’elle n’en détenait que 7 % au début de la décennie.
Westjet a annoncé le 27 septembre 2017 sa nouvelle compagnie aérienne à bas-prix, Swoop. Elle sera aussi basée à Calgary, comme sa compagnie parente. Les opérations devraient débuter mi-2018.

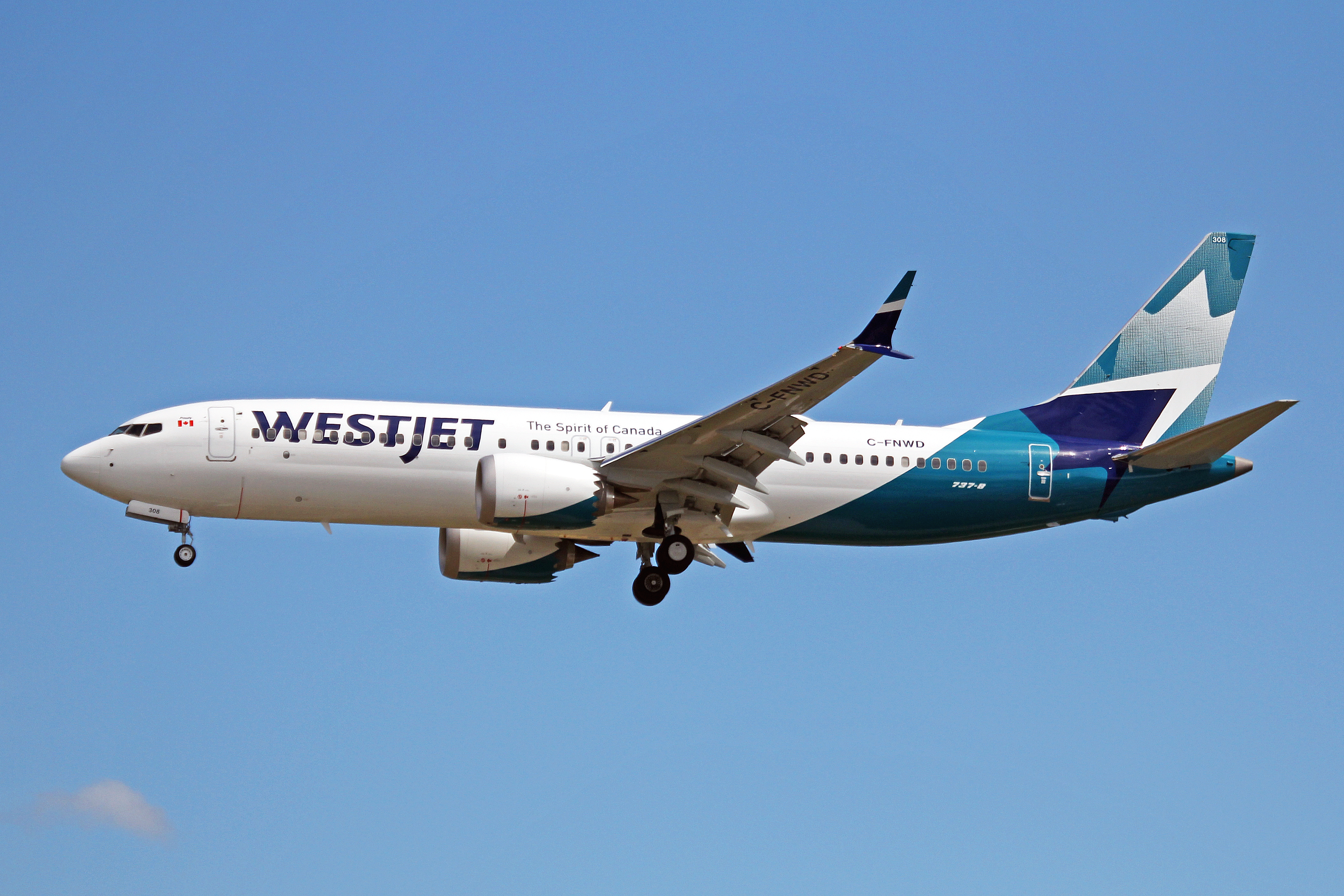
Boeing 737 MAX 8 (C-FNWD) de WestJet Airlines

Le 8 mai 2018 WestJet a présenté son Boeing 787 Dreamliner nommé « L'esprit du Canada ». Ceux-ci seront aménagés en trois sections soit la section affaires, la section économie privilège et la section économie. Tous les sièges auront un écran tactile. La compagnie a profité de cet évènement pour dévoiler une nouvelle livrée avec un nouveau logo. Les caractères du logo ont été mis à jour pour les rendre uniformes et de la même couleur. Le premier appareil avec la nouvelle livrée sera un Boeing 737 MAX 8, puis les Boeing 787. Les autres appareils de la flotte seront repeints.
La compagnie annonce le 10 octobre 2018 des nouvelles destinations desservies par ses Boeing 787 : Londres-Gatwick, Paris et Dublin. WestJet annonce aussi à cette date que la classe Plus deviendra la classe Privilège et que tous ses Boeing 737 seront modifiés pour remplacer la configuration actuelle de la classe Plus (1 siège - 1 siège bloqué - 1 siège) par la nouvelle configuration (2 sièges plus large avec une division avec la classe économie).

En mars 2022, WestJet annonce son souhait de racheter sa concurrente Sunwing Airlines.

Évolution du logo de WestJet
Logo de 1996 à 2016
Logo de 2016 à 2018
Logo à partir de 2018

## Filiales

### WestJet Encore
WestJet Encore est une filiale régionale qui a effectué son premier vol le 24 juin 2013. Sa flotte compte 45 Bombardier Q400.

### WestJet Link
WestJet Link est une filiale régionale qui effectua son premier vol le 20 juin 2018. Elle connecte ses hub avec des petites villes. Les premières destinations sont Cranbrook, Lloydminster, Lethbridge, Medecine Hat et Prince George, tous à partir du hub de Calgary. Tous les vols sont exploités par Pacific Coastal Airlines avec une flotte de Saab 340B avec 34 sièges.

### Swoop
Swoop Airlines est une compagnie aérienne à très faible coût (ou Ultra Low Cost Carriers ULCC en anglais). Le premier vol fut le même jour que WestJet Link, le 20 juin 2018. Les destinations initiales sont Abbotsford, Edmonton, Halifax et Winnipeg. Le hub est l'aéroport d'Hamilton. Les vols sont assurés par des anciens appareils de WestJet, des Boeing 737-800, configuré en une seule classe avec 189 sièges.

## Flotte
En avril 2025, les appareils suivants sont en service au sein de la flotte de WestJet Airlines,.
| Appareils               | En service | Commandes | Options | Nombre de sièges | Nombre de sièges | Nombre de sièges | Nombre de sièges | Notes                                                                |
| Appareils               | En service | Commandes | Options | J                | W                | Y                | Total            | Notes                                                                |
| ----------------------- | ---------- | --------- | ------- | ---------------- | ---------------- | ---------------- | ---------------- | -------------------------------------------------------------------- |
| Boeing 737-700          | 36         | —         | —       | —                | 12               | 120              | 132              |                                                                      |
| Boeing 737-800          | 46         | 8         | —       | —                | 12               | 162              | 174              |                                                                      |
| Boeing 737-800          | 46         | 8         | —       | —                | —                | 189              | 189              |                                                                      |
| Boeing 737 MAX 8        | 46         | 26        | —       | —                | 12               | 162              | 174              | Livraison en cours. Premiers appareils à arborer la nouvelle livrée. |
| Boeing 737 MAX 8        | 46         | 26        | —       | —                | —                | 189              | 189              | Livraison en cours. Premiers appareils à arborer la nouvelle livrée. |
| Boeing 737 MAX 10       | —          | 46        | 22      | —                | 12               | 200              | 212              |                                                                      |
| Boeing 787-9            | 7          | —         | —       | 16               | 28               | 276              | 320              | Les appareils arborent tous la nouvelle livrée.                      |
| Total                   | 135        | 80        | 22      |                  |                  |                  |                  |                                                                      |
| WestJet Encore          |            |           |         |                  |                  |                  |                  |                                                                      |
| Bombardier Q400 NextGen | 39         | —         | —       | —                | 10               | 68               | 78               |                                                                      |
| Total WestJet Encore    | 39         | 0         | 0       |                  |                  |                  |                  |                                                                      |
| WestJet Cargo           |            |           |         |                  |                  |                  |                  |                                                                      |
| Boeing 737-800BCF       | 3          | —         | —       | Cargo            | Cargo            | Cargo            | Cargo            |                                                                      |
| Total WestJet Cargo     | 3          | 0         | 0       |                  |                  |                  |                  |                                                                      |
| Grand Total             | 177        | 80        | 22      |                  |                  |                  |                  |                                                                      |

### Flotte historique
- Boeing 737-200 (1996-2005)
- Boeing 767-300 (2015-2020)